# 大分電視台
株式會社大分電視（日语：／ Terebi Ōita */?），是日本的一家以大分縣為放送區域的電視台。設立于1969年2月25日，1970年4月1日正式開播，是大分縣內第二家開播的私營電視台。簡稱TOS（Television Oita System）。呼號為JOOI-DTV（數位電視）。該電視臺同時加入了日本電視台聯播網（NNN·NNS）和富士電視台聯播網（FNN·FNS）。在大分朝日放送開播前，還曾加入朝日電視台聯播網（ANN）。

## 公司概要

### 公司所在地
總公司大分縣大分市春日浦843-25
東京分公司東京都中央區銀座5-15-8時事通信大樓10樓
大阪分公司大阪府大阪市北區梅田1-2-2-1200站前第二大樓12樓
福岡分公司福岡縣福岡市中央區天神1-13-2興銀大樓6樓

### 主要股東
下表列出大分電視台的主要股東：

#### 2021年3月31日
| 資本金  | 發行股份總數 | 股東數 |
| ------- | ------------ | ------ |
| 5億日元 | 1,000,000股  | 31     |

| 股東             | 持股數    | 比例   |
| ---------------- | --------- | ------ |
| 關西電視台       | 199,000股 | 19.90% |
| 讀賣新聞集團本社 | 199,000股 | 19.90% |
| 二階堂酒造       | 68,000股  | 6.80%  |
| 西日本新聞社     | 59,600股  | 5.96%  |
| 產業經濟新聞社   | 50,000股  | 5.00%  |

## 外部連結
- TOS大分電視台 （页面存档备份，存于）
- TOS大分電視台的X（前Twitter）
- TOS大分電視台的Facebook專頁
- YouTube上的TOS大分電視台頻道